# 曾憲九
曾憲九（1914年9月2日—1985年5月30日），湖北武昌人，是中華人民共和國著名的外科醫生和大學教授，第三屆全國人大代表。

## 生平
1914年9月2日出生於中華民國湖北省江漢道武昌縣。出身在一个信仰基督教的家庭，父親曾蘭友是牧師。曾憲九在兄弟中排行第五，自幼天資穎悟，受到良好的家庭教育。1932年從武昌文華中學畢業後，考入北平協和醫學院。曾憲九在校學習成績優異，醫預科結束時，獲得金鑰匙獎。當時金鑰匙獎只授予全年級學業最優秀的兩名學生。在醫療系本科學習時，他刻苦鑽研；1940年畢業於北京協和醫學院，獲醫學博士學位。1949年8月，曾憲九與葛秦生結婚。
曾憲九畢業後留校工作，在該校附屬協和醫院外科任住院醫師。1941年12月，日本發動太平洋戰爭，1942年協和醫院被迫停辦。曾憲九轉到北平中和醫院，除從事臨床工作外，還主動開展了胰腺疾病的研究，同時在北京大學醫學院任教。1947年协和医院恢复，1948年4月曾宪九回院任外科主治医师、讲师。1949年晋升副教授，1953年晋升教授。1956年，接替吳英愷出任外科主任。首都醫院外科主任、教授。在文化大革命期間，曾憲九被紅衛兵打成「反動學術權威」。1985年5月30日病逝於北京市，享年70歲。

## 貢獻
1950年代，曾憲九發現當時通用的腸側側吻合術違反生理規律，提出了解決腸側側吻合綜合徵的治療方法，並已在臨床推廣應用。1970年代他對法國學者塞萨尔·鲁在100年前首倡並一直沿用的小肠一Y字形吻合术提出了改進的方法，防止了手術後的併發症。與此同時，他對創傷後體液和代謝反應進行了研究，在中國率先應用同位素重水測量總體水，並對外科病人水電解質平衡與紊亂的機制進行了探討，達到當時國際上的先進水平。
1971年，在外科病人體液代謝研究的基礎上，他在中国首先開展了完全胃腸外營養支持的臨床與研究工作，對挽救高位腸瘺、壞死性胰腺炎等外科危重病人的生命起到了重要作用。1979年起，他重點對創傷及外科感染病人的代謝及營養支持進行了氨基酸水平的理論和臨床相結合的研究，對外科病人的胃腸功能衰竭治療提高到新的水平。1978年，在他的倡議和領導下，協和醫院成立了多科系參加的胰腺疾病研究組，對胰島素瘤、胰頭瘤進行綜合性的研究，提高了胰島素瘤術前定位診斷水平、手術切除率和治癒率，減少了併發症和死亡率，使胰腺癌的診斷水平躍居世界前列。

## 外部連結
- 魏德勇. . 科普中國. 2016-05-30  [2017-04-14]. （原始内容存档于2017-04-15）.
- 吳立文. . 一點資訊. 2017-04-06.